# Silvia Doušová
Silvia Doušová (* 19. srpna 1974 Snina) je česká politička, překladatelka a pedagožka, od září 2024 poslankyně Poslanecké sněmovny PČR, v letech 2018 až 2022 místostarostka města Kutná Hora, nestranička za hnutí STAN.

## Život
Vystudovala Gymnázium Otokara Březiny v Telči. Následně absolvovala studium na Univerzitě Pardubice (učitelství AJ) a na Univerzitě Hradec Králové (Management cestovního ruchu). Je držitelkou titulů Mgr. a Bc.
Od roku 2005 žije s manželem v Kutné Hoře. Mají dvě děti.

## Politické působení
Ve volbách do Poslanecké sněmovny PČR v roce 2006 kandidovala jako nestranička na 12. místě kandidátky Humanistické strany (HS) v Praze, avšak neuspěla. Ve volbách do Poslanecké sněmovny PČR v roce 2010 kandidovala jako nestranička na 14. místě kandidátky strany HS v Praze, ale nebyla zvolena. Ve volbách do Poslanecké sněmovny PČR v roce 2021 kandidovala jako nestranička na 20. místě kandidátky koalice PIRÁTI a STAROSTOVÉ ve Středočeském kraji. Vlivem preferenčních hlasů však skončila jako první náhradnice. Ve volbách do Senátu PČR v roce 2024 byl zvolen poslanec Ondřej Lochman, kterého v Poslanecké sněmovně PČR nahradila právě Silvia Doušová.
V komunálních volbách v roce 2014 kandidovala jako nestranička do Zastupitelstva města Kutná Hora z 8. místa kandidátky subjektu „Šance pro Kutnou Horu“ (tj. hnutí STAN a nezávislí kandidáti), avšak nebyla zvolena. V komunálních volbách v roce 2018 kandidovala jako členka hnutí STAN do Zastupitelstva města Kutná Hora z pozice lídryně kandidátky subjektu „STAROSTOVÉ A NEZÁVISLÍ A ŠANCE PRO KUTNOU HORU“ (tj. hnutí STAN a nezávislí kandidáti). Mandát zastupitelky města se jí podařilo získat. Dne 19. listopadu 2018 byla rovněž zvolena místostarostkou města. V komunálních volbách v roce 2022 kandidovala jako nestranička do Zastupitelstva města Kutná Hora z pozice lídryně kandidátky subjektu „STAN A SDRUŽENÍ NEZÁVISLÝCH KANDIDÁTŮ“ (tj. hnutí STAN a nezávislí kandidáti). Mandát zastupitelky města se jí podařilo obhájit. Místostarostkou města však již zvolena nebyla.
V krajských volbách v roce 2020 kandidovala jako nestranička do Zastupitelstva Středočeského kraje z 29. místa kandidátky hnutí STAN, avšak nebyla zvolena.
Ve volbách do Poslanecké sněmovny PČR v roce 2025 kandiduje na 5. místě kandidátky hnutí STAN ve Středočeském kraji.